# Uniwersytet Stanu Oklahoma
Uniwersytet Stanu Oklahoma, Uniwersytet Stanowy Oklahomy (ang. Oklahoma State University) – amerykański uniwersytet publiczny założony w 1890 roku w mieście Stillwater w stanie Oklahoma.